# Ace Adams
Ace Townsend Adams (Willows, 2 maart 1910 - Albany, 26 februari 2006) was een Amerikaans honkballer. Hij was een reservepitcher die voor de New York Giants in de Major League Baseball speelde (1941-'46). Adams was een rechtshandig slagman en werper. 
In zijn carrière van zes seizoenen behaalde Adams een 41-33 record met een 3.47 loopgemiddelde en 49 reddingen uit 302 als pitcher gespeelde wedstrijden.
Adams stierf op ruim 95-jarige leeftijd. 